# Рейпольський Іван Миколайович
Іва́н Микола́йович Рейпо́льський (1789— 23 вересня (5 жовтня) 1863, Харків) — український лікар-патолог і терапевт, професор Харківського університету.

## Життєпис
Походив із духовного звання. Закінчив Харківський колегіум.
У 1810 р. вступив до Імператорської Медико-хірургічної академії, де закінчив курс у 1814 р.
По закінченні навчання служив в Новоград-Волинському госпіталі.
Від вересня 1814 р. служив в Луцькому військовому госпіталі, від квітня 1815 р. — в Рязанському піхотному полку, від серпня 1817 р. — в 1-му єгерському полку, від березня 1819 р. — в Одеському піхотному полку, від квітня 1821 р. — в 39-му єгерському полку.
У жовтні 1822 р. — ординатор в Сімферопольському дивізійному госпіталі.
27 січня 1823 р. звільнений з військового відомства і визначений в Харківський університет ад'юнктом патології і терапії. Від 17 лютого 1826 р — екстраординарний професор. З 6 квітня 1829 р. був секретарем медичного факультету.
У 1832 р, викладав також ботаніку.
У 1831-1835 рр. завідував кафедрою патології, терапії та клініки.
Читання лекцій в Харківському університеті Рейпольскій закінчив в 1836—1837 навчальному році. Решту часу свого життя був лікарем в навчальних закладах Харкова.
Рейпольський працював над питаннями холери, отруєнь, зокрема оливом. На університетському акті 1831 року прочитав доповідь «Про холеру», у якій навів спостереження зі своєї власної практики в Харкові і Курську щодо властивостей хвороби та її лікування.
У 1823 році видав у Харкові посібник з ветеринарії «Новітнє накреслення природної історії, що вбирає в себе докладний і цікавий опис ссавців тварин, з корисними господарськими зауваженнями і лікуванням хвороб домашньої худоби».